# Мухаммад аль-Касрі
Насір ад-Дін Мухаммад ібн Ахмад аль-Касрі (араб. ناصر الدين القصري محمد بن أحمد; д/н — після 1547) — 4-й султан Марокко з династії Ваттасидів в 1545—1547 роках.

## Життєпис
Молодший син султана Абу'л-Аббас Ахмада. Відомостей про нього обмаль. 1545 року, коли його батько потрапив у полон до Саадитів, то родич Алі Абу Хассун оголосив Мухаммада новим султаном. Втім фактична влада належала Абу Хассуну. 1547 року останній обміняв Ахмада на місто Мекнес, в результаті чого Мухаммад втратив владу. Можливо загинув у 1549 році підч ас захоплення Фесу Саадитами.